# Museet Malmahed

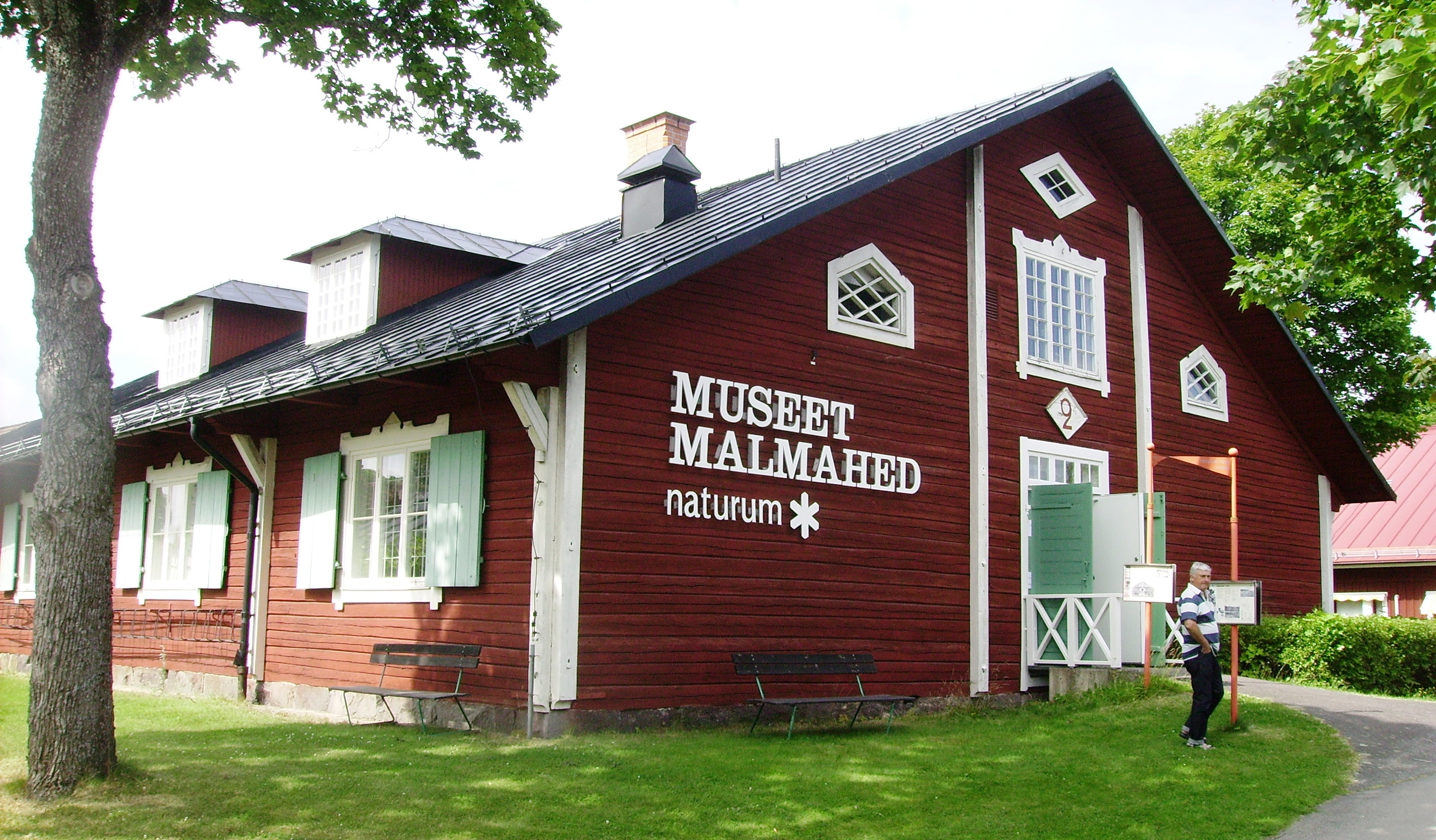
Museet Malmahed.

Museet Malmahed är ett militärmuseum i Malmköping i Södermanlands län. Sörmlands museum är huvudman. 
Museet ligger i ett gammalt logement från 1870-talet. Det söker spegla livet på orten när Södermanlands regemente hade sin övningsplats där 1774–1921, innan regementet kasernerades i Strängnäs. I museet finns en modell av köpingen med Malmahed. Naturskyddsföreningen och Arkeologi i Sörmland driver en utställning i en del av museet, som visar den sörmländska naturens utveckling och tillstånd.